# Directora Victoria
La Directora Victoria (nacida el 29 de julio de 1961) es la directora de la Escuela Primaria de South Park. Es muy indecisa y siempre trata de evitar las controversias. Habla con un acento minnesotano en la versión americana.
No se sabe si Victoria es su primer nombre o su apellido (o ambos). Su nombre es referencia a la actriz Victoria Principal.
En el episodio de la tercera temporada, "Panda del Acoso Sexual" mientras es interrogada con frecuencia si sabía que en su escuela había acoso sexual entre los alumnos. Revela que presuntamente mató "a alguien" y escondió su cadáver, sin embargo al hacerla regresar al tema, no dice nada más; lo cual podría ser una de las causas de su nerviosismo. Hasta la decimonovena temporada cuando fue despedida de la escuela primaria de South Park siendo sustituida por el Director PC.

## Biografía
La Direcotra Victoria nació el 29 de julio de 1961. Apareció en el episodio de la primera temporada, "Conjuntivitis".

## Voz

### Versión Original (Estados Unidos)
- Mary Kay Bergman (1997-1999)
- Eliza Schneider (2000-2003)
- April Stewart (2004-presente)

### Doblaje Hispanoamericano
- Loretta Santini (Temp. 1-2 para la televisión abierta de México)
- Vivian Ruiz (Temp. Temp. 1-2 para el Canal Locomotion)
- Marilyn Romero (Temp.3)
- Desconocida (Temp. 4-5)
- Margarita Coego (Temp. 6-16 / redoblajes)
- Arianna López (Temp. 17-presente)

- Datos: Q17199287